# حارة مدرسة سبأ (صنعاء)

تعديل مصدري - تعديل

حارة مدرسة سبأ هي إحدى حارات حي الثورة بمديرية الثورة إحد مديريات العاصمة اليمنية صنعاء، بلغ تعداد سكانها 5736 نسمة حسب تعداد اليمن لعام 2004.